# Deltahurok
A deltahurok egy antennatípus, melynek sugárzóeleme háromszög alakú. A deltahurok az egészhullámú hurokantennák nagycsaládjába tartozó antenna.
A deltahurok többféle megvalósításban létezik, többféle sugárzási karakterisztikával és talpponti ellenállással.
Használata leginkább a rövidhullámú rádióamatőr rendszerekben terjedt el. Ezt jellegzetes iránykarakterisztikájának köszönheti, mivel nemcsak a fő sugárzási irányban sugároz, hanem a fő sugárzási iránytól 90°-kal eltérve, 90°-ban eltérő polarizációval melléknyalábokban is sugároz. Tehát egy NVIS-re kialakított deltahurok használható DX-re is.
Nyeresége kisebb mint egy quadelemé, viszont kialakítása jóval egyszerűbb, kevesebb az anyagszükséglete és mechanikailag sokkal stabilabb.

## Megvalósítása, méretezése
A deltahurok mindegyik variánsa egészhullámú vezetékből van kialakítva.
{\displaystyle K={\frac {306.6}{f}}}
- K - a háromszög kerülete (m)
- f - az üzemi frekvencia (MHz)

Az oldalarányokra a következő megkötés érvényes:
{\displaystyle 1:1.3\leqq A:B\leqq 1.3:1}
Az egyenlő oldalú háromszög esetén a talpponti ellenállás 90 – 110 Ω körül alakul, 1:2 áttétellel illeszthető koaxiális kábelhez. A szárak növelésévél csökken a talpponti ellenállás, és erősödik a mellékági sugárzás.

## A deltahurok mint NVIS antenna
Ha a deltahurkot vízszintesen kifeszítve telepítjük, akkor a talaj reflektorként működik, és ilyenkor kisebb szögben és nagyobb nyereséggel sugároz az ionoszféra irányába. A sugárzási szögéből adódóan különösen előnyös, ha belföldi összeköttetéseket akarunk létesíteni.
A deltahuroknak van oldalirányú kisugárzása is, így lehetőség van térhullámok segítségével távolsági összeköttetést is létesíteni.
Mivel a talaj itt parazitasugárzóként működik, így az antennával szoros kapacitív és induktív csatolásban van, így megváltoztatja a deltahurok elektromos tulajdonságait is, így mind telepítéskor, mind használatkor körültekintőnek kell lenni:
- Mivel talaj, (és főleg az altalaj) elektromos tulajdonságai pontosan nem ismerhetők, így tervezéskor nem tudjuk figyelembe venni. Ha fix oszlopokra, vagy egyéb, költségesebb tartóelemekre akarjuk telepíteni az antennát, az oszlopok helyét érdemes ráhagyással meghatározni, mert előfordulhat, hogy hosszíbbítani kell az antennaelemet.
- A talajnedvesség állandóan változik, ennek hatására a talajban az oldott ionok mennyisége is változik, ami szintén kihat az antennára. Nagyobb esőzések után 50 – 100 kHz-el is eltolódhat az antenna rezonanciapontja. Ha száraz időben telepítjük az antennát, érdemes a rezonanciapontot sáv felső harmadára állítani, ha nagyon nedves a talaj, akkor pedig az alsó harmadára. Ilyen beállítás mellett beltéri antennahangolóval kihangolható a sáv minden pontján a rendszer, mind esős, mind száraz időben.
- Deltahurokból kevesebb befektetéssel, nagyobb mechanikai szilárdságú, kompaktabb antenna készíthető mint quadelemből.

## Sugárcsatolású antenna deltahurokkal
Deltahurkokból is készíthető sugárcsatolású antenna. Az ábra szerinti elrendezésben a deltahurkok kerületei a következőképp számíthatóak:
{\displaystyle K_{R}={\frac {314}{f}}}
{\displaystyle K_{S}={\frac {306.3}{f}}}
{\displaystyle K_{D}={\frac {297}{f}}}
A deltahurkok távolságai a következőképp alakulnak:
{\displaystyle l_{S-R}\approx 0.13\lambda }
{\displaystyle l_{D-S}\approx 0.095\lambda }
Készíthető olyan sugárcsatolású deltahurok antenna is, amely csak reflektorból és sugárzóból áll, ilyen esetben a két antennaelem távolsága
{\displaystyle l_{R-S}\approx 0.19\lambda }